# Saison 1972 des Dolphins de Miami

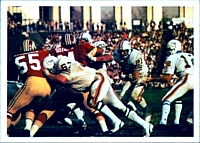
Le Super Bowl VII entre les Dolphins et les Redskins de Washington.

La saison 1972 des Dolphins de Miami est la septième saison de football américain de la franchise de football américain et sa troisième dans la National Football League (NFL). L'édition 1972 des Dolphins est à ce jour la seule équipe de l'histoire de la NFL à avoir réalisé une « saison parfaite », en remportant tous ses matchs de saison régulière et de phase finale, qui s'est conclue par une victoire au Super Bowl VII contre les Redskins de Washington.

## Bilan

### Saison régulière
| Semaine | Date         | Adversaire                           | Score | Bilan | Affluence |
| ------- | ------------ | ------------------------------------ | ----- | ----- | --------- |
| 1       | 17 septembre | @ Chiefs de Kansas City              | 20–10 | 1–0   | 79 829    |
| 2       | 24 septembre | Oilers de Houston                    | 34–13 | 2–0   | 77 821    |
| 3       | 1er octobre  | @ Vikings du Minnesota               | 16–14 | 3–0   | 47 900    |
| 4       | 8 octobre    | @ Jets de New York                   | 27–17 | 4–0   | 63 841    |
| 5       | 15 octobre   | Chargers de San Diego                | 24–10 | 5–0   | 80 010    |
| 6       | 22 octobre   | Bills de Buffalo                     | 24–23 | 6–0   | 80 010    |
| 7       | 29 octobre   | @ Colts de Baltimore                 | 23–0  | 7–0   | 60 000    |
| 8       | 5 novembre   | @ Bills de Buffalo                   | 30–16 | 8–0   | 46 206    |
| 9       | 12 novembre  | Patriots de la Nouvelle-Angleterre   | 52–0  | 9–0   | 80 010    |
| 10      | 19 novembre  | Jets de New York                     | 28–24 | 10–0  | 80 010    |
| 11      | 27 novembre  | Cardinals de Saint-Louis             | 31–10 | 11–0  | 80 010    |
| 12      | 3 décembre   | @ Patriots de la Nouvelle-Angleterre | 37–21 | 12–0  | 60 999    |
| 13      | 10 décembre  | @ Giants de New York                 | 23–13 | 13–0  | 62 728    |
| 14      | 16 décembre  | Colts de Baltimore                   | 16–0  | 14–0  | 80 010    |

### Matchs éliminatoires
| Match                     | Date        | Adversaire               | Score | Bilan | Affluence |
| ------------------------- | ----------- | ------------------------ | ----- | ----- | --------- |
| Séries de division        | 24 décembre | Browns de Cleveland      | 20–14 | 15–0  | 80 010    |
| Championnat de conférence | 31 décembre | @ Steelers de Pittsburgh | 21–17 | 16–0  | 50 350    |
| Super Bowl VII            | 14 janvier  | Redskins de Washington   | 14–7  | 17–0  | 90 182    |